# Caballo de silla manchado
El caballo de silla manchado es una raza de caballo originaria de los Estados Unidos, se deriva del cruce entre ponis de caballo pío de raza española con caballos ambladores, como el caballo Tennessee Walker.
El resultado de este cruce fue colorido ya que se obtuvo un caballo ligeramente manchado, el cual es empleado para espectáculos en el ruedo como caballo de pista de equitación y para montar como caballo de recreación. Se han creado dos registros para esta raza: el primero en 1979 y el segundo en 1985. Los dos tienen requerimientos para registro similares; sin embargo, uno de estos tiene un libro genealógico abierto y el otro es mucho más estricto respecto a los requerimientos de parentesco, ya que tiene un libro de sus orígenes semi-cerrado. El caballo de silla manchado es un caballo de montar ligero y siempre es de color pinto. Los potros de color sólido de padres inscritos se registran solo por cuestiones de identificación, para que los potros pintos tengan un parentesco documentado. Normalmente prefieren un aire de paso en lugar de aire a trote, añadiendo el caminar de paseo y el galope, actividades que realizan todas las razas.

## Historia
El caballo de silla manchado se desarrolló partiendo del poni pinto miniatura de ascendencia española. Estos fueron cruzados con razas de caballo americano más grandes como el Morgan y el Standardbred, desarrollados después de la Guerra de Secesión, para aumentar el tamaño mientras se conservaba el color y la mancha deseada. Después de la guerra, sangre de caballos manchados fue agregada, algunas razas que se eligieron fueron Tennessee Walker, Missouri Fox Trotter, Paso Fino y Peruano de Paso. Los Mustang del oeste de Estados Unidos también fueron utilizados. Originalmente desarrollados en el centro de Tennessee, y selectivamente criados para ser caballos pintos, son utilizados para montarlos como recreación y placer, y para pista de equitación.
Estas son dos razas registradas del caballo de silla manchado. En 1979, la Asociación Nacional del Caballo de Silla Manchado (NSSHA- National Spotted Saddle Horse Association) fue organizada en Murfreesboro, Tennessee. La asociación se enfoca en promover los caballos pintos de manera natural. La NSSHA es inflexible al prohibir el entrenamiento y espectáculos de práctica crueles e inhumanas, incluyendo soring (práctica prohibida por la HPA, consistía en clavar una plataforma en la pezuña de los caballos para agregar peso y presión, lo hacían para que los aires se vieran más acentuados, son un tipo de paquetes de rendimiento), vistos en la industria del Caballo de Silla Manchado y está prohibido por la Ley de Protección de Caballos de 1970 (HPA-Horse Protection Act). La NSSHA también sanciona el uso de herramientas (como cadenas o alguna otra cosa pesada alrededor de la parte inferior de las patas o cuartillas) y paquetes de rendimiento (almohadillas amarrados a las patas del caballo, algunas veces pesadas o usadas para ocultar abusos en las patas del caballo) en los espectáculos, los cuales van más allá de la protección otorgada por la HPA. y en 1985, se formaron los Criadores del Caballo de Silla Manchado y la Asociación de Exhibidores (SSHBEA), con sede Shelbyville, Tennessee. La SSHBEA es reconocida como una "Organización de la Industria del Caballo" (HIO)regulada por HPA, y ocasionalmente identifica violaciones de la HPA en sus espectáculos. Las violaciones de la HPA se tratan en el reglamento de SSHBEA, y las violaciones pueden resultar en la descalificación de espectáculos individuales o suspensiones extendidas de demostraciones de Caballos de Silla Manchada. Hoy en día, el caballo de Silla Manchado es visto en espectáculos de caballos, además de usarlos para montar, por placer y para pista de equitación.

## Características

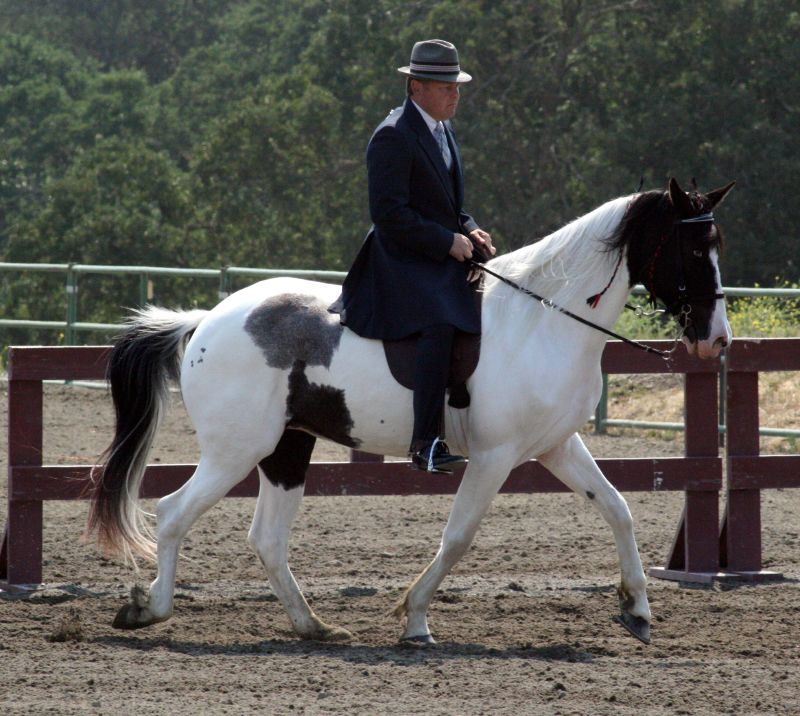
Caballo de Silla Manchado bajo equipo Inglés

Los caballos de Silla Manchado son caballos de silla de luz. En promedio miden de 14.3 a 16 manos (150 a 163 cm) de alto y pesan de 410 a 500 kg. La NSSHA registrará caballos más pequeños, menos de 13.3 manos (55 pulgadas, 140 cm); aunque también considera caballos más altos para ser la raza ideal. La cabeza es refinada, erguida y ligeramente con un convexo perfil facial. El cuello es musculoso y con un ligero arco, a lo largo, hombros caídos y un pecho musculoso. Su espalda o lomo es corto, y son musculosos y amplios en sus cuartos traseros. El anca o grupa es ligeramente inclinada y redonda, con una cola larga de ajuste alto. El caballo de Silla Manchado ideal se asemeja ligeramente al caballo Tennessee Walker, un caballo más pequeño y ligeramente rechoncho. La coloración pinto es necesaria, con manchas blancas en un fondo de cualquier color de pelaje equino. Overo y Tobiano son los patrones más comunes y la cobertura de manchas blancas puede ser mínima o casi completa.
Para poder ser registrados por la NSSHA, los caballos de Silla Manchado deben de mostrar una forma de andar ambulatoria o con aire de paso (no pueden trotar) y tienen que tener la coloración pinto. Siempre que cumplan con estos dos requerimientos pueden tener cualquier raza en su pedigrí. Aunque ya hayan sido registrados como caballos Rack, Tennessee Walker, Missouri Fox Trotter o alguna otra raza, o sin documentación de parentesco, el registro con la NSSHA está permitido. Si un potro tiene a uno o dos padres registrados en la NSSHA, muestra un color equino sólido (sin marcas de pinto), puede ser enlistado para el registro de identificación, y cualquier potro manchado es considerado con tener parentesco documentado en la NSSHA. Yeguas y corceles de color sólido, pueden ser registrados como raza de pie de cría, pero no se les considera para tener el registro completo con la organización. Los Requisitos para la SSHBEA son parecidos en cuanto al color y la mancha, incluyendo la identificación de sólo el registro de potros de color sólido con padres registrados. Sin embargo, una diferencia es que es un libro de genealogía semi-cerrado, el potro debe de tener mínimo uno o los dos padres es la lista de SSHBEA para poder ser registrados por la SSHBEA.

### Movimientos o Aires
El caballo de Silla Manchado es una raza de caballo de aire caminante o de marcha, esto significa que ellos ejecutan una caminata de velocidad intermedia en lugar del trote. El paseo plano, o caminata de exhibición, es un paso regular de cuatro tiempos, que cubre de 4 a 8 millas/hora (6.4 hasta 12.9 km/h). El paseo de exhibición también es un paso de cuatro tiempos, parecido al paseo plano con la excepción de la velocidad. Los caballos que andan en un paseo de exhibición pueden alcanzar de 10 a 20 millas/h (16 a 32 km/h), con un movimiento extremadamente suave. El tercer movimiento principal es el galope medio, es un paso de tres tiempos el cual lo hacen todas las razas. Algunos caballos de Silla Manchada también pueden ejecutar aires como el paso Rack, paso rítmico, paso fox-trot, paso de sólo pies y otras variantes de aires o pasos de ambladura, todos los aires intermedios, pero diferenciados por el patrón de caída de las patas.